# Septoriella junci
Septoriella junci är en svampart som först beskrevs av Jean Baptiste Desmazières, och fick sitt nu gällande namn av B. Sutton 1980. Septoriella junci ingår i släktet Septoriella, klassen Dothideomycetes, divisionen sporsäcksvampar och riket svampar.   Inga underarter finns listade i Catalogue of Life.